# Abdulinói járás
Az Abdulinói járás (oroszul Абдулинский район) Oroszország egyik járása az Orenburgi területen.
A járás 1935-ben jött létre.

## Népesség
- 1989-ben 17 123 lakosa volt.
- 2002-ben 14 485 lakosa volt.
- 2010-ben 10 373 lakosa volt, melyből 3 658 tatár, 2 896 orosz, 1 946 mordvin, 1 645 csuvas.